# Contingut generat per usuaris
El contingut generat per usuaris (de l'anglès, user-generated content; UGC) engloba una àmplia gamma de continguts en els mitjans de comunicació disponibles que han estat creats pels diferents usuaris. Les persones que els realitzen s'anomenen creadors de contingut i, quan han assolit un nivell molt notable de penetració social, reben el nom d'influenciadors.
Aquest concepte va entrar en ús durant l'any 2005, gràcies a les facilitats i les opcions que la web 2.0 permeten en les plataformes web i que es basen en la llibertat i diversitat d'informació. Estem parlant doncs de totes les tecnologies de mitjans digitals, com ara bases de dades de preguntes i respostes, vídeo digital, blogs, fòrums, podcasts, xarxes socials, la fotografia mòbil i els wikis. És a dir, tots aquells espais web on el contingut és publicat, llegit, editat, respost, etc., per usuaris i no per propietaris. En algunes pàgines web, el contingut generat per l'usuari és només en una part del tot. Per exemple en pàgines d'empreses, pàgines de publicitat, en que el contingut és publicat pels creadors però hi ha fòrums i apartat de crítiques on s'acumulen les publicacions dels usuaris regulars de la web.
Sovint el "UGC" està parcialment controlat pels administradors dels espais web per evitar continguts ofensius, per controlar que es respectin els drets d'autor i per mantenir una base de dades amb contingut rellevant. Malgrat això, la quantitat de contingut que es genera és moltes vegades incontrolable i suposa molta feina revisar-los tots, i sovint es creen conflictes. Els espais web d'aquest tipus de contingut són molt populars actualment, els usuaris comparteixen opinions, experiències i informacions als uns amb els altres, de manera que s'han convertit en els espais de més ús i més visites. Exemples bàsics en són l'Enciclopèdia lliure Viquipèdia o el canal Youtube de vídeos.

## Principals serveis del UGC
Tenint en compte la quantitat d'informació i creacions en megabytes que formen l'UGC és molt difícil controlar que es respectin tots els drets. Per això existeixen "Serveis UGC". Les institucions i serveis i els propietaris conpyright han col·laborat per establir uns principis que fomentin un entorn en línia que promou les promeses i beneficis dels serveis de UGC i alhora protegeix els drets dels propietaris del copyright. No són lleis, són principis que contribueixen a una més robusta i rica en contingut experiència en línia per a tots. Hem de ser conscients que no existeix un sistema per dissuadir la infracció perfecte i total. Però, donat el desenvolupament de la identificació de nous continguts i tecnologies de filtratge, estem units en la creença que els principis que figuren a continuació són fonamentals en la creació UGC.
Un dels principals serveis d'algunes plataformes és Creative Commons.